# Cantone di Cruzy-le-Châtel
Il Cantone di Cruzy-le-Châtel era una divisione amministrativa dell'arrondissement di Avallon.
È stato soppresso a seguito della riforma complessiva dei cantoni del 2014, che è entrata in vigore con le elezioni dipartimentali del 2015.
Comprendeva i comuni di:
- Arthonnay
- Baon
- Cruzy-le-Châtel
- Gigny
- Gland
- Mélisey
- Pimelles
- Quincerot
- Rugny
- Saint-Martin-sur-Armançon
- Sennevoy-le-Bas
- Sennevoy-le-Haut
- Tanlay
- Thorey
- Trichey
- Villon